# Монмор (Од)
Монмо́р (фр. Montmaur) — коммуна во Франции, находится в регионе Лангедок — Руссильон. Департамент коммуны — Од. Входит в состав кантона Северный Кастельнодари. Округ коммуны — Каркасон.
Код INSEE коммуны — 11252.

## Население
Население коммуны на 2008 год составляло 325 человек.
| 1962 | 1968 | 1975 | 1982 | 1990 | 1999 | 2008 |
| ---- | ---- | ---- | ---- | ---- | ---- | ---- |
| 262  | 290  | 241  | 228  | 242  | 266  | 325  |

## Экономика
В 2007 году среди 194 человек в трудоспособном возрасте (15—64 лет) 142 были экономически активными, 52 — неактивными (показатель активности — 73,2 %, в 1999 году было 67,3 %). Из 142 активных работали 126 человек (76 мужчин и 50 женщин), безработных было 16 (2 мужчин и 14 женщин). Среди 52 неактивных 21 человек были учениками или студентами, 14 — пенсионерами, 17 были неактивными по другим причинам.